# Università Lusófona
L'Università Lusófona (ufficialmente in portoghese Universidade Lusófona de Humanidades e Tecnologias, sigla ULHT), fondata nel 1987, è la più grande università privata del Portogallo. Fa parte del Grupo Lusófona e ha la sua sede principale a Lisbona.

## Storia

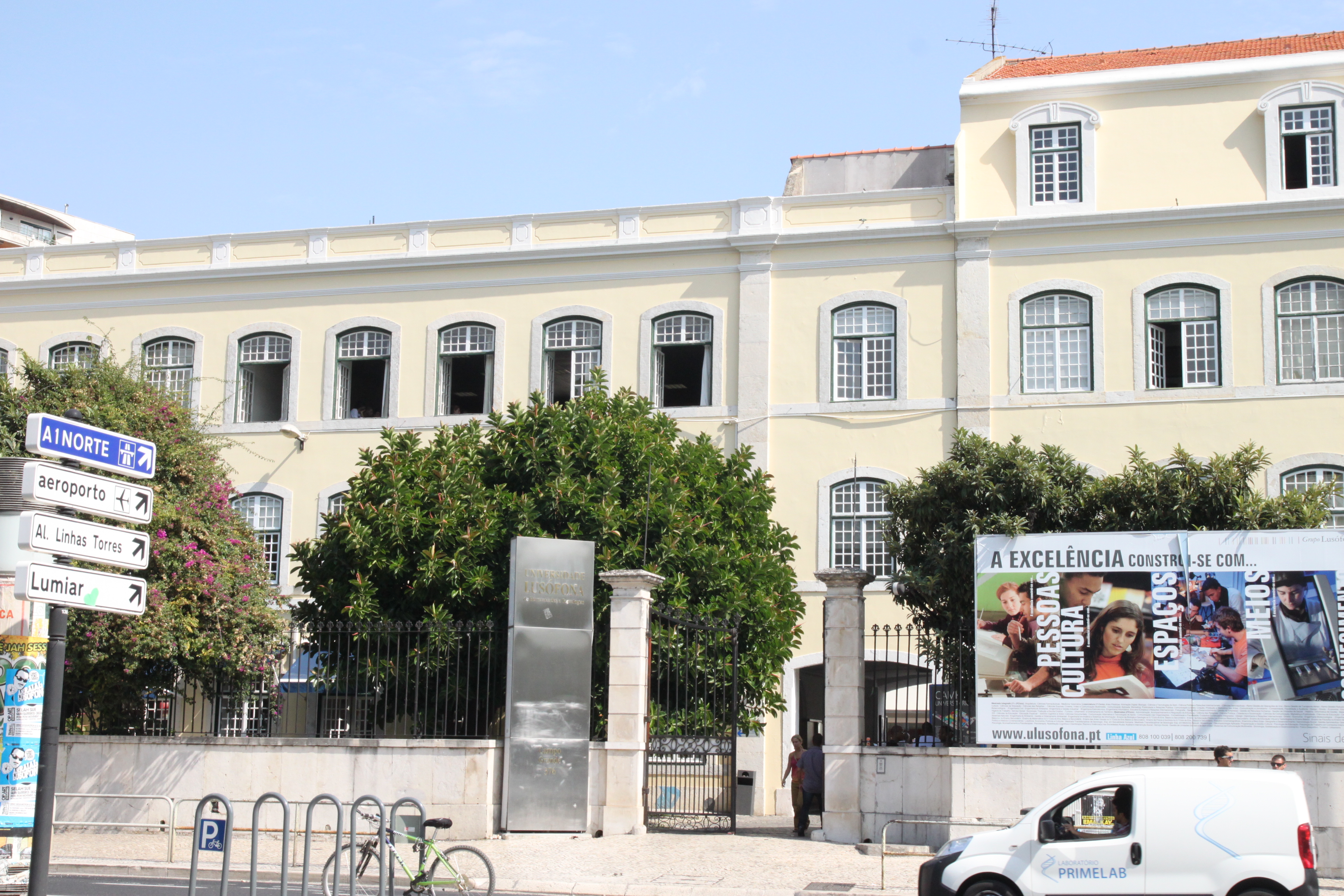
Università Lusófona

L'Università Lusófona è stata aperta nel 1987 dal Grupo Lusófona, un gruppo imprenditoriale portoghese che si occupa dello sviluppo di istituti di istruzione superiore nei Paesi lusofoni. Da allora, l'Università Lusófona ha aperto campus semi-autonomi a Porto, Luanda e Mindelo (2007).

## Campus
L'Università è situata nell'estremo Nord di Campo Grande, freguesia de Alvalade, e beneficia quindi della vicinanza della Biblioteca Nacional di Lisbona, di diversi musei (come il Museu Rafael Bordalo Pinheiro) e dei Giardini di Campo Grande
.

## Corsi offerti

### Primo ciclo del Processo di Bologna ("licenciatura" o undergraduate degree)

#### Dipartimento di Architettura, Pianificazione Urbana, Geografia ed Arti Plastiche
- Architettura
- Geografia e Sviluppo
- Pianificazione Urbana e Gestione del Territorio

#### Dipartimento di Scienze Umane e Sociali
- Scienze Politiche e Relazioni Internazionali
- Scienze dell'Educazioni
- Scienze Religiose
- Studi Europei e Relazioni Internazionali
- Studi lusofoni
- Filosofia
- Storia
- Servizio Sociale
- Sociologia
- Traduzione e Interpretariato
- Turismo

#### Dipartimento di Scienze della Comunicazione, Architettura, Arti e Information Technology
- Cinema, Video, e Multimedia Communication
- Scienze della Comunicazione e Cultura
- Marketing, Pubblicità, e Relazioni Pubbliche
- Digital Animation
- Design
- Produzione Grafica e Design
- Fotografia
- Computer Engineering
- Comunicazione ed Arti
- Comunicazione e Giornalismo
- Business Management Computing

#### Dipartimento di Scienze della Salute
- Scienze farmaceutiche
- Health Unit Management

#### Dipartimento di Legge
- Legge

#### Dipartimento di Educazione Fisica e Sport
- Educazioni Fisica e Sport

#### Dipartimento di Ingegneria e Scienze Naturali
- Biologia
- Scienze marine
- Chimica
- Ingegneria Biotecnologica
- Ingegneria Civile
- Ingegneria Ambientale
- Ingegneria Elettronica
- Ingegneria e Gestione Industriale
- Food Engineering
- Matematica

#### Dipartimento di Medicina Veterinaria
- Medicina Veterinaria

#### Dipartimento di Psicologia
- Psicologia

#### Dipartimento di Economia e Management
- Accounting
- Economia
- Business Management
- Management delle Risorse Umane

### Secondo Ciclo del Processo di Bologna (master's degrees)

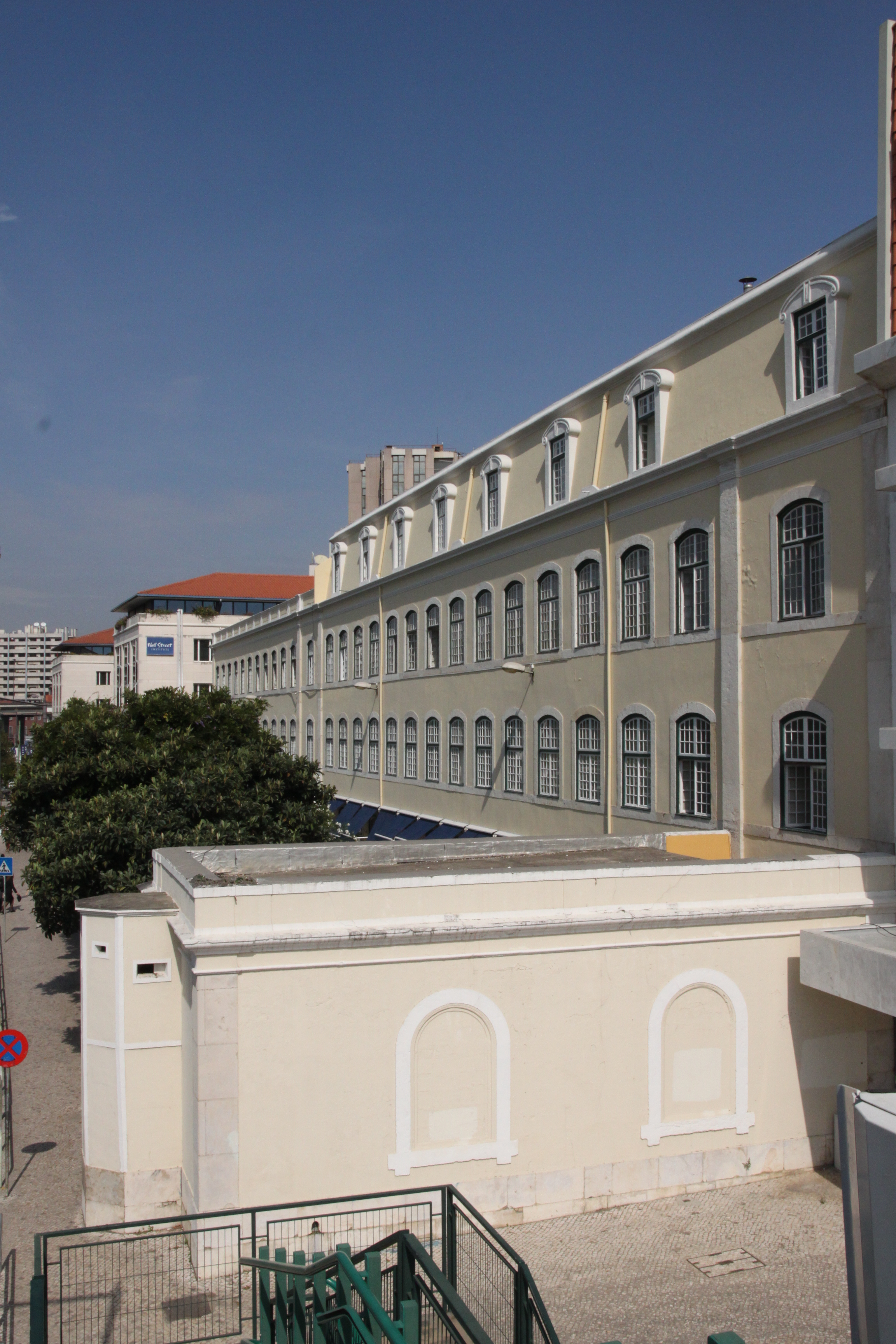
Università Lusófona

#### Dipartimento di Architettura, Pianificazione Urbana, Geografia ed Arti Plastiche
- Studi Avanzati di Architettura
- Geografia e Sviluppo
- Museologia
- Pianificazione Urbana

#### Dipartimento di Scienze Umane e Sociali
- Scienze dell'Educazione
- Scienze Politiche
- Scienze delle Religioni
- Educazione Speciale
- Studi di Traduzione Letteraria
- Filosofia
- Servizi Sociali e Politiche Sociali
- Sociologia
- Lusofonia e Relazioni Internazionali
- Storia Lusofona Politica, Economica e Sociale
- Turismo

#### Dipartimento di Scienze della Comunicazione, Arti ed Information Technology
- Scienze della Comunicazione, Marketing e Pubblicità
- Institutional Communication
- Alternative Communication and Support Systems
- Scienze della Comunicazione e Cultura
- Studi di Cinema
- Giornalismo, Politica e Storia Contemporanea
- Creazione e Produzione in Arti Tecnologiche
- Multimedia Communication Systems
- Software Engineering e Information Systems

#### Dipartimento di Scienze della Salute
- Scienze Dermatologiche e Cosmetiche
- Scienze Farmaceutiche
- Cure Farmaceutiche

#### Dipartimento di Legge
- Legge

#### DIpartimento di Educazione Fisica e Sport
- Allenamento dei Giovani Sportivi
- Supervisione pedagogica in Educazione Fisica e Sport

#### Dipartimento di Ingegneria e Scienze Naturali
- Biologia dello Sviluppo
- Engineering and Ocean Studies
- Environmental Engineering

#### Dipartimento di Medicina Veterinaria
- Medicina Veterinaria

#### Dipartimento di Psicologia
- Psicologia dell'Educazione
- Psicologia, Counseling e Psicoterapia
- Psicologia sessuale
- Psicologia criminale ed esclusione sociale
- Psicologia in ambienti internazionali ed interculturali

#### Dipartimento di Economia e Management
- Business Management
- Economia

### Terzo Ciclo del Processo di Bologna (doctor's degree)

#### Dipartimento di Architettura, Pianificazione Urbana, Geografia ed Arti Plastiche
- Museologia

#### Dipartimento di Scienze Umani e Sociali
- Educazione
- Scienze Politiche
- Filosofia - Pensiero Contemporaneo

#### Dipartimento di Ingegneria e Scienze Naturali
- Matematica (Fisica-Matematica]

#### Dipartimento di Psicologia
- Neuropsicologia clinica